# Xavier Pache
Pour les articles homonymes, voir Pache.
Xavier Pache (né le 8 juillet 1980 à Matran,) est un coureur cycliste suisse. Il évolue au niveau professionnel en 2005 au sein de l'équipe Ed' System-ZVVZ.

## Palmarès
- 1996
  -  Champion de Suisse sur route débutants
  - Prix des Vins Henri Valloton débutants
- 1997
  -  Champion de Suisse sur route juniors
  -  Champion de Suisse de l'omnium juniors
  - 2e de la Classique des Alpes juniors
- 1998
  - Grand Prix Rüebliland :
    - Classement général
    - 1re et 3e étapes

  - 3e du championnat de Suisse de l'omnium juniors
- 2001
  - 2e du Chrono des Herbiers espoirs
  - 3e du Chrono champenois
- 2002
  - 2e du championnat de Suisse sur route espoirs
  - 2e de Sierre-Loye
- 2003
  - Ronde du Canigou
  - Paris-Troyes
  - Tour du Revermont
  - Grand Prix Winterthur
  - 2e du Critérium du Printemps
  - 3e du Grand Prix des Carreleurs
- 2004
  - Grand Prix de Luneray
  - GP Oberes Fricktal
  - Grand Prix de Tourteron :
    - Classement général
    - 2e étape